# تشارلز آرثر أير
تشارلز آرثر أير هو سياسي كندي، ولد في 24 نوفمبر 1890، وتوفي في 1 فبراير 1974. انتخب عضو المجلس التشريعي في ساسكاتشوان ‏.